# Wolfgang Bühler (Ökonom)
Wolfgang Bühler (* 26. September 1943 in Schwäbisch Hall) ist ein deutscher Professor für Finanzen.

## Leben
Vor März 2014 war er Professor für Betriebswirtschaftslehre mit dem Schwerpunkt Finanzierung an der Universität Mannheim. Dort hatte er neben Peter Albrecht, Ernst Maug und Martin Weber einen der vier Lehrstühle der Area Banking, Finance and Insurance inne. Er gilt als der Spezialist auf dem Gebiet der Anleihen, der Zinsderivate, des Risikomanagements und der Mikrostruktur von Finanzmärkten. Bühler hat einen wesentlichen Beitrag zum Aufbau einer international konkurrenzfähigen empirischen Kapitalmarktforschung in Deutschland geleistet.
Nach seinem Studium der Mathematik wirtschaftswissenschaftlicher Richtung an den Technischen Hochschulen Stuttgart und München von 1962 bis 1968 war Wolfgang Bühler bis 1976 Wissenschaftlicher Mitarbeiter am Lehrstuhl für Operations Research unter Hans-Jürgen Zimmermann an der RWTH Aachen tätig. 1971 Promotion zum Dr. rer. pol. an der RWTH Aachen. 1976 Habilitation an der RWTH Aachen, venia legendi für Betriebswirtschaftslehre und Operations Research. Von 1977 bis 1983 und 1984 bis 1990 war Bühler Inhaber des Lehrstuhls für Investition und Finanzierung an der Universität Dortmund. 1983/84 Inhaber des Lehrstuhls für Bankbetriebslehre an der Universität des Saarlandes. Von 1990 bis 2009 war Prof. Bühler Inhaber des Lehrstuhls für Finanzierung an der Universität Mannheim, seit 1991 Forschungsprofessur mit Projektverantwortung am Zentrum für Europäische Wirtschaftsforschung, Mannheim, seit 1995 Direktor des Instituts für Investmentbanking an der Universität Mannheim.
Zudem war Bühler Gastprofessor an der University of California, Los Angeles (UCLA), dem European Institute for Advanced Studies in Management, Brüssel, der Leonard N. Stern School of Business, New York University sowie an der Post Graduate School of Economics, Rio de Janeiro. Von 2009 bis 2012 war er an der University of New South Wales.

## Wissenschaftliche Auszeichnungen
- Borchert-Medaille der RWTH Aachen für die mit „summa cum laude“ bewertete Dissertationsschrift (1971)
- Habilitandenstipendiat der DFG (1973–1976)
- Best Paper Awards auf den Tagungen der Inquire (Europe), Q-Group (USA) und der Western Finance Association (USA) (1991, 1997, 1998)
- Landesforschungspreis des Landes Baden-Württemberg (1998)
- Verleihung der Ehrendoktorwürde durch die LMU München (2001)
- Ordentliches Mitglied der Heidelberger Akademie der Wissenschaften (2002)

## Mitherausgeberschaften
- Management Science (1986–1991)
- Zeitschrift für betriebswirtschaftliche Forschung (seit 1992)
- Review of Derivatives Research (seit 1994)
- European Financial Management (seit 1994)
- Review of Finance, vormals: European Finance Review (seit 1996)

## Schriften
- zusammen mit Theo Siegert (Hrsg.): Unternehmenssteuerung und Anreizsysteme. Kongress-Dokumentation. 52. Deutscher Betriebswirtschafter-Tag 1998 (= Schriftenreihe der Schmalenbach-Gesellschaft für Betriebswirtschaft). Schäffer-Poeschel, Stuttgart 1999, ISBN 3-7910-1439-0.